# Johann Christoph Zenker

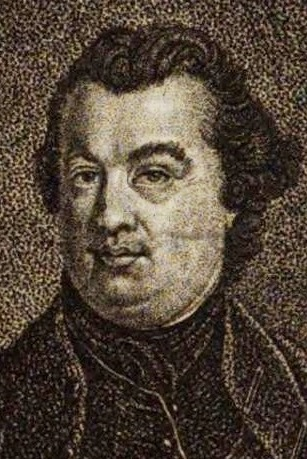
Johann Christoph Zenker, zeitgenössisches Porträt

Johann Christoph Zenker (* 30. April 1738 in Gunzenhausen; † 13. September 1799 ebenda) war ein deutscher evangelisch-lutherischer Geistlicher und Dichter.

## Leben
Zencker wurde 1738 in Gunzenhausen im Fürstentum Ansbach als Sohn eines brandenburgisch-ansbachischen Archidiakons geboren. Von seinem Vater bekam er eine religiöse Ausbildung. Bis zum 14. Lebensjahr besuchte er die Lateinschule und von 1752 bis 1756 das Carolinum. Er studierte Theologie in Jena und kehrte 1759 in seine Heimat zurück.
1759 wurde er Vikar beim Bruder seiner Mutter in Schopfloch und schon 1760, nach dem Tod seines Vaters, mit 22 Jahren Pfarrer in Gunzenhausen. Die Stelle war jedoch schlecht dotiert; das Einkommen bestand fast ausschließlich aus Stolgebühren und landwirtschaftlichem Nebenerwerb. 1766 wechselte er darum ins Pfarramt Dornhausen, wo es ihm wirtschaftlich nicht besser ging. Am 24. November 1767 heiratete er die Gunzenhäuserin Marie Margarethe, geb. Recknagel. 1774 erkrankte er lebensbedrohlich, erlangte jedoch überraschend die Gesundheit wieder. In der Krankheitszeit verfasste er eine Autobiografie. 1791 wurde er durch Protektion der Markgräfin Friederike Caroline, auf die er 1784 einen Preisgesang verfasst hatte, Dekan in Gunzenhausen. Zencker starb 1799 im Alter von 61 Jahren.
Seine Neigung zur Dichtkunst verdankte er seiner Mutter, die eine Liebhaberin der Poesie war. Schon als Student sandte er Versbriefe nach Hause und wandte sich im Laufe seines Lebens immer wieder der Gelegenheitspoesie zu. Neben Gedichten verfasste er auch einige Fabeln und Anekdoten. Seine Werke wurden postum 1802 in Weißenburg in drei Bänden veröffentlicht.